# Frontenac, Missouri
Frontenac är en ort i St. Louis County i delstaten Missouri, USA.